# Gesinde

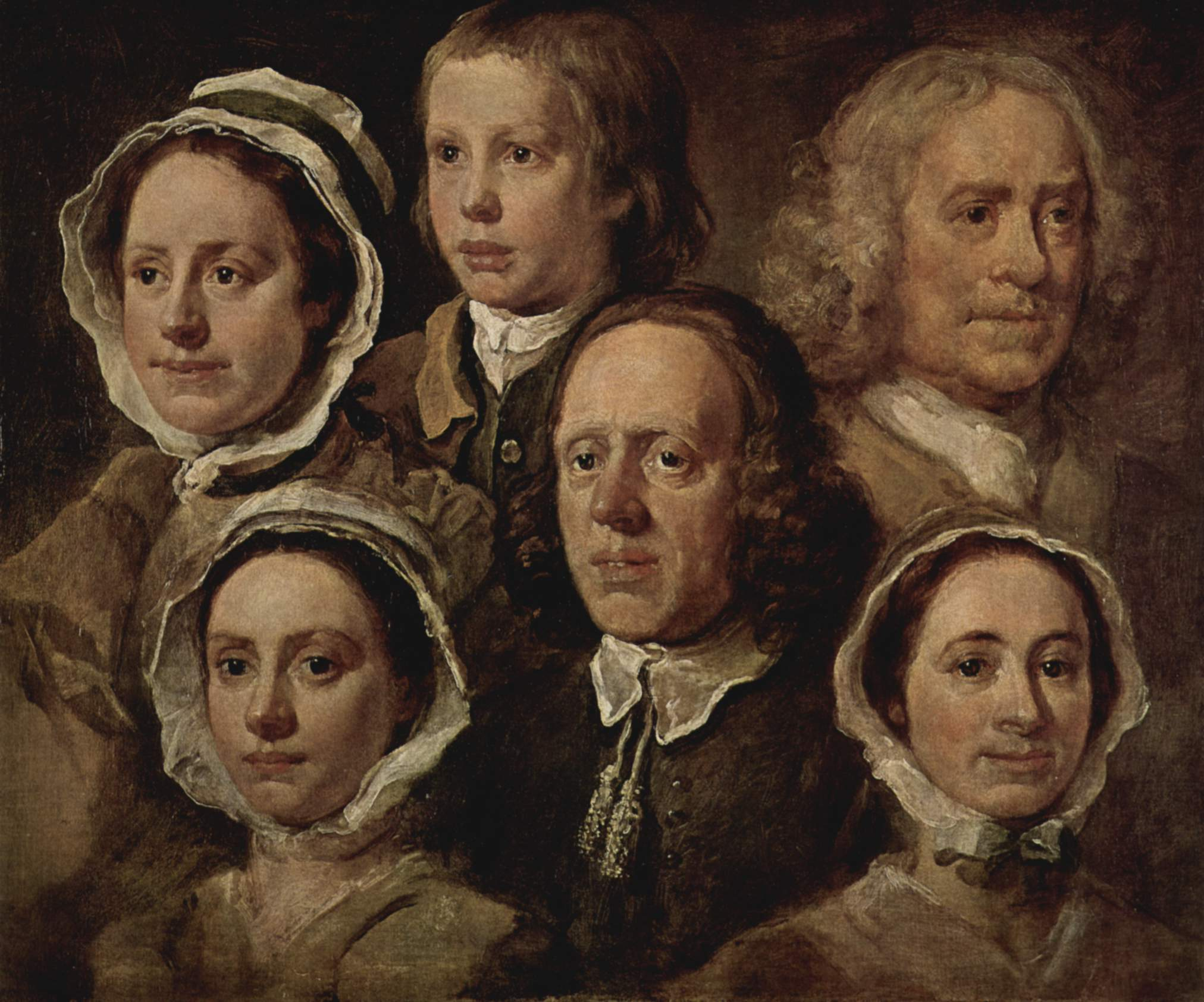
Dienerschaft des Malers William Hogarth um 1750

Das Gesinde (regional auch „die Leute“) bezeichnet die zu häuslichen Arbeitsleistungen verpflichteten (Deputatgesinde) oder verdingten (Hausgesinde) Dienstboten eines Grund- oder Gutsherrn. Der Begriff hat gemeingermanische Wurzeln und gelangte über althochdeutsch gisind in die deutsche Sprache, was „Gefolgsmann“ bedeutete. Der langobardische gasindius und der angelsächsische gesiþ, was beides ebenfalls Gefolgsleute bezeichnete, und das niederländische Wort gezin (Familie) sind stammverwandt.

## Begriff

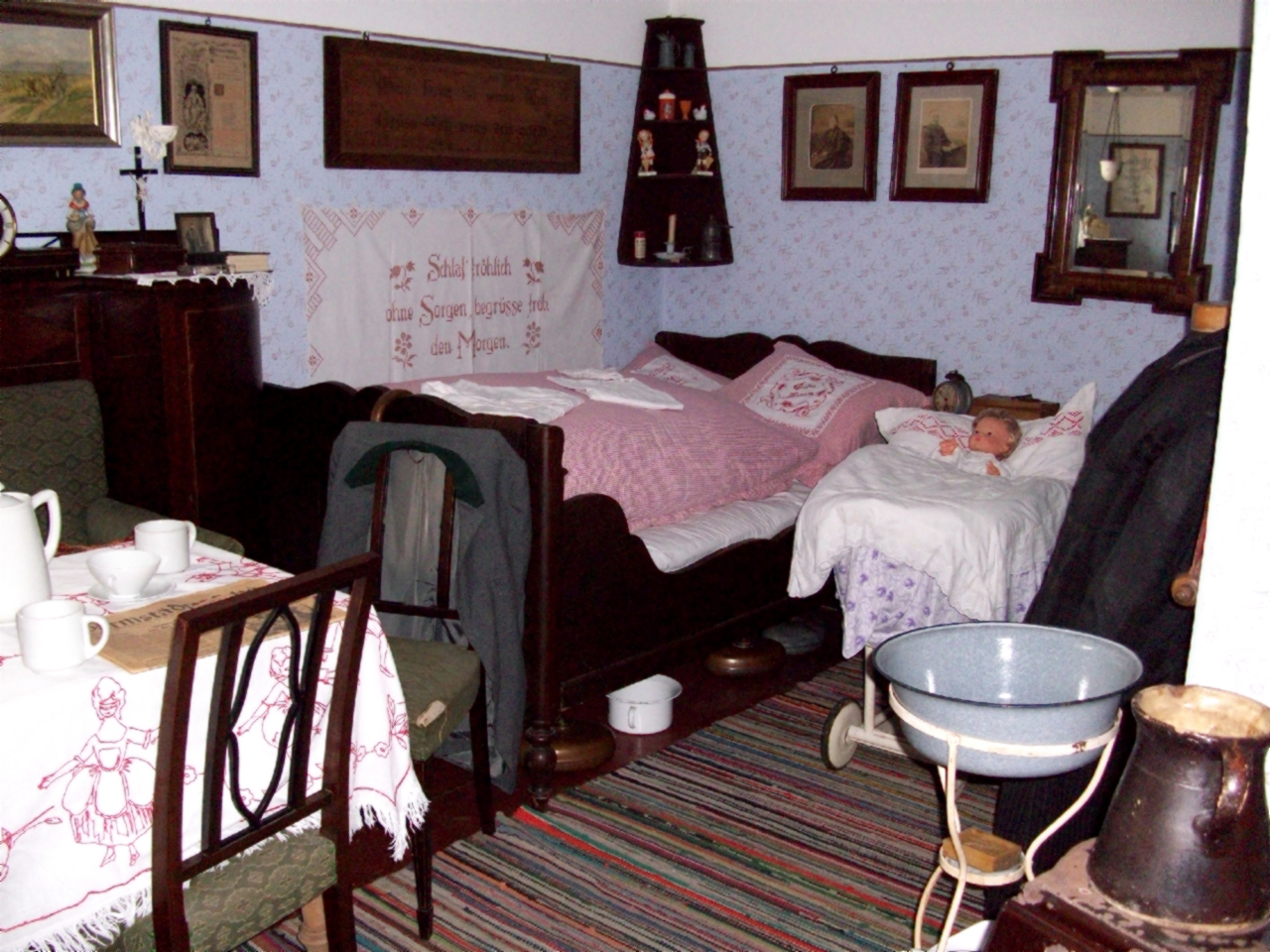
Blick in den Wohn- und Schlafbereich einer Gesindewohnung im Umstädter Museum Gruberhof

Man unterschied das unverheiratete Hausgesinde mit Lohn und Verpflegung vom verheirateten Deputatgesinde mit Naturalentschädigung, einem zugewiesenen Landteil und teilweise einer eigenen Wohnung oder einem Gesindehaus. Auch unterschied man zwischen Haus- und Hofgesinde, je nachdem ob häusliche oder landwirtschaftliche Dienste geleistet wurden. Hofgesinde hieß auch die Dienerschaft in hohen adeligen Häusern.
Bäuerliches Gesinde war im 19. Jahrhundert in der Regel jung und unverheiratet. Der Gesindedienst begann meist im Alter von zwölf Jahren, vielfach auch schon früher. Knecht oder Mägde, die heirateten, konnten als Einlieger oder Inwohner manchmal auf dem Hof bleiben, manchmal mussten sie einen anderen Hof finden. Bäuerliches Gesinde war dem Bauern und der Bäuerin untergeordnet und wurde – schon aufgrund des meist geringen Alters – wie der eigene Nachwuchs behandelt. Zumal die Bauernhäuser eine offene Struktur hatten und kaum eine Privatsphäre unterstützten, gab es auch keine Abgrenzung zwischen der biologischen Familie des Bauern und dem – mit dem Bauern oft nicht verwandten – Gesinde.
Ein in der Regel mündlich, aber dennoch verbindlich abgeschlossener Gesindevertrag begründete das Gesindeverhältnis. Die Zahlung eines Handgeldes durch den Dienstherrn bekräftigte den Vertrag. Der Vertrag verpflichtete den Dienstboten zu allen häuslichen Arbeiten, die die Dienstherrschaft anordnete. Sobald das Gesinde nach Heirat einen eigenen Hausstand begründen konnte, wandelte sich das Dienstverhältnis vom Hausgesinde mit der Wohnung im oder am Haus des Dienstherrn zum Deputatgesinde mit Wohnung gelegen am überlassenen Grund. Der Lohn war gering, dafür hatten die Herren das Gesinde auch zu beköstigen. Wie man dabei sparen konnte, ohne es zum Beispiel in der Erntezeit, wenn die zu leistende Arbeit besonders schwer war, gegen sich aufzubringen, dafür gab Christian Friedrich Germershausen in seiner Hausmutter, einem Werk der aufklärerischen Hausväterliteratur verschiedene Tipps: So ließ sich der Anteil von Fleisch und Gemüse im Eintopf manipulieren, oder man gab dem Gesinde nur altbackenes Brot und stark gesalzene Fassbutter, wovon es von sich aus weniger nähme. Vor allem galt es, nur Produkte, die auf dem Hof selbst hergestellt wurden, zu verwenden, um möglichst nichts zukaufen zu müssen. Die Kulturwissenschaftlerin Evke Rulffes resümiert: „Das Gesinde wird also mit den Produkten seiner eigenen Arbeit, und zwar nur mit den minderwertigen Produkten, bezahlt.“ Die Züchtigung der Dienstboten durch die Hausherren war in vielen deutschen Staaten erlaubt, wurde aber beschränkt. So ließ das Allgemeine Landrecht für die Preußischen Staaten Peitschenhiebe auf bekleidete Mägde und Knechte zu, Stockschläge aber waren verboten.
Im 19. Jahrhundert bestanden in den meisten deutschen Ländern und Städten spezielle Gesindeordnungen, die bestimmten, dass Gesindeleute Zeugnisbücher führen mussten, die bei der Polizei zu hinterlegen waren. In diese Gesindebücher trugen die Dienstherren den abgehenden Dienstboten ein Zeugnis ein.

## Gesindel
Das abgeleitete, stark abwertende Wort Gesindel bezeichnet hingegen im modernen Sprachgebrauch pauschal Personen, denen sich der Sprecher moralisch und/oder in der sozialen Ordnung übergeordnet sieht und denen aus Sicht des Sprechers unkultivierte oder asoziale, möglicherweise auch kriminelle Verhaltensweisen zugesprochen werden. Es wird daher für verschiedene Personenkreise verwendet, von Personen ohne festen Wohnsitz, Arbeitslosen und Personen ohne geregeltes Einkommen bis hin zu Personen, die wegen Armut nicht den gesellschaftlichen Sollvorstellungen entsprechen. Begriffe mit ähnlicher Bedeutung sind Pack, Bagage, Pöbel sowie Geschmeiß.